# Gouvernorat de Gaza
Le gouvernorat de Gaza (Arabe : محافظة غزة, Muḥāfaẓat Ġazza) est un gouvernorat de l'État de Palestine, situé dans le centre-nord de la bande de Gaza. La ville de Gaza, principale ville de la bande de Gaza, est le chef-lieu du gouvernorat.

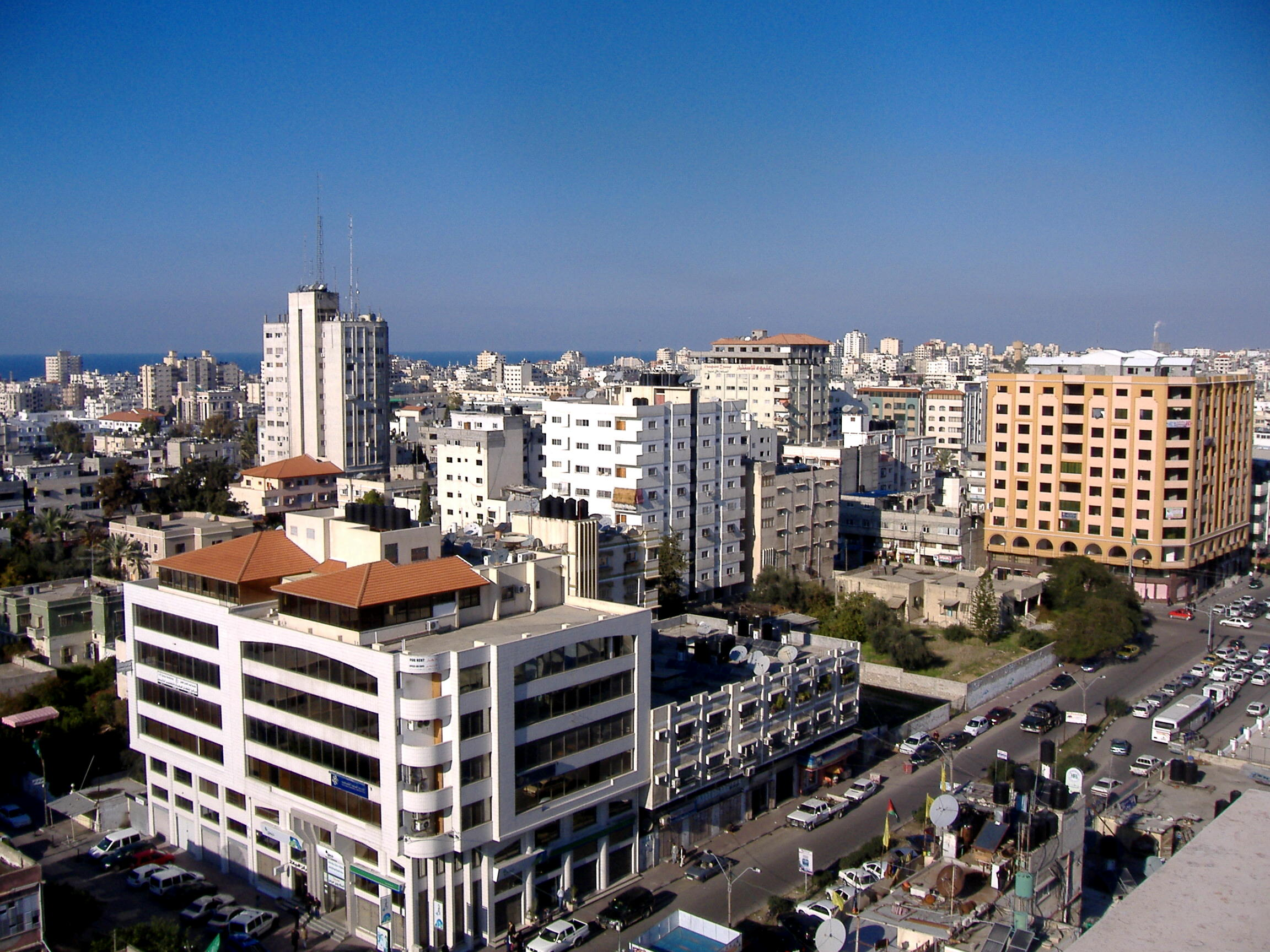
Ville de Gaza, 2007.

## Géographie
Le gouvernorat de Gaza s'étend sur une surface de 74 km2.

## Organisation
Le gouvernorat de Gaza est composé de la ville de Gaza et d'autres localités environnantes. Le camp de réfugiés d'Al-Shati (surnommé « Beach camp ») se trouve sur le territoire du Gouvernorat.

## Démographie
La population du district est de 652 597 habitants en 2017. En 2023, elle est estimée à environ 700 000 personnes.
L'essentiel de la population vit en zone urbaine, principalement la ville de Gaza. 40 734 habitants vivent dans le camp d'Al-Shati en 2019.
Plusieurs petites villes rurales regroupent plus de 20 000 personnes : Al-Mughraqa, Juhor ad-Dik et Madinat Ezahra,.

## Patrimoine
Au sud du gouvernorat, au niveau du Wadi Gaza, se trouve le site archéologique Tell es-Sakan,,. Une campagne de fouille en 1998 a permis d'y découvrir un tell de l'âge du bronze, vestige d'une ville fortifiée cananéenne. Les archéologues estiment que le site a été occupé de manière continue entre 3200 et 2000 BC.
En 2017, des travaux menés pour construire un complexe immobilier et maîtriser la crise du logement endommagent une partie du site et les vestiges s'y trouvant,. Après des plaintes d'archéologues, les travaux sont suspendus.